# Life after life
Life after life és una adaptació televisiva britànica del 2022 del dramaturg Bash Doran de la novel·la Life After Life del 2013 de Kate Atkinson. Segueix la història de l'Ursula Todd, una dona de la primera meitat del segle XX que viu un cicle interminable de naixements, morts i renaixements. S'ha subtitulat al català.

## Context
La BBC va encarregar una adaptació en quatre parts de la novel·la Life After Life el desembre de 2020. L'abril de 2021, es va anunciar que Thomasin McKenzie i Sian Clifford protagonitzarien la sèrie al costat de James McArdle, Jessica Brown Findlay i Jessica Hynes i que completaria el repartiment Patsy Ferran, Harry Michell, Laurie Kynaston, Joshua Hill i Maria Laird. La sèrie es va començar a emetre el 19 d'abril de 2022 a BBC Two i a la plataforma BBC iPlayer.

## Repartiment
- Thomasin McKenzie com a Ursula
- Sian Clifford com a Sylvie Todd
- James McArdle com a Hugh Todd
- Jessica Hynes com a Mrs. Glover
- Ron Cook com a Dr. Fellowes
- Sean Delaney com a Teddy
- Isla Johnston com a l'Ursula de 10 anys